# Ligne de Bátaszék à Kiskunhalas par Baja
La Ligne de Bátaszék à Kiskunhalas par Baja ou ligne 154 est une ligne de chemin de fer de Hongrie. Elle relie Bátaszék à Kiskunhalas par Baja.